# Emil August Fieldorf
Emil August Fieldorf, född 20 mars 1895 i Kraków, död 24 februari 1953 i Warszawa, var en polsk brigadgeneral. Han var i slutet av andra världskriget ställföreträdande befälhavare för den polska hemarmén Armia Krajowa.
Efter Tysklands blixtkrig mot Polen 1939 flydde Fieldorf till Frankrike, där han anslöt sig till de polska styrkor som var under uppbyggande. År 1940 återvände han till Polen och verkade inom motståndsrörelsen. Hans nom de guerre var "General Nil". På Fieldorfs order dödades SS-generalen Franz Kutschera, som var SS- och polischef i distriktet Warschau (Warszawa) i Generalguvernementet. Attentatet utfördes av medlemmar ur Szare Szeregi ("De grå leden") den 1 februari 1944.
Fieldorf greps av den sovjetiska säkerhetstjänsten NKVD i Milanówek den 7 mars 1945 och fördes till Sovjetunionen. Vid återkomsten till Polen anklagades Fieldorf för att ha beordrat arkebuseringen av sovjetiska partisaner. Vid en skenprocess dömdes han till döden. Den kommunistiske presidenten Bolesław Bierut avslog familjens nådeansökan.
President Lech Kaczyński förärade Fieldorf 2006 med utmärkelsen Vita örnens orden. 
Fieldorfs liv skildras i filmen General Nil från 2009.